# Lok (Slowakei)
Lok (ungarisch Garamlök) ist eine Gemeinde im Westen der Slowakei mit 1072 Einwohnern (Stand 31. Dezember 2024), die zum Okres Levice, einem Teil des Nitriansky kraj, gehört.

## Geographie
Die Gemeinde befindet sich am Osthang des Hügellands Pohronská pahorkatina (Teil des slowakischen Donautieflands), wo sich zum Tal entlang des Unterlaufs des Hron absenkt. Das Gemeindegebiet wird von Braun- und Schwarzböden bedeckt, ist flach bis hügelig und entwaldet. Das Ortszentrum liegt auf einer Höhe von 196 m n.m. und ist 12 Kilometer von Levice entfernt.
Nachbargemeinden sind Veľký Ďur im Norden, Kalná nad Hronom im Osten, Bajka im Südosten, Horný Pial im Süden und Iňa im Westen.

## Geschichte

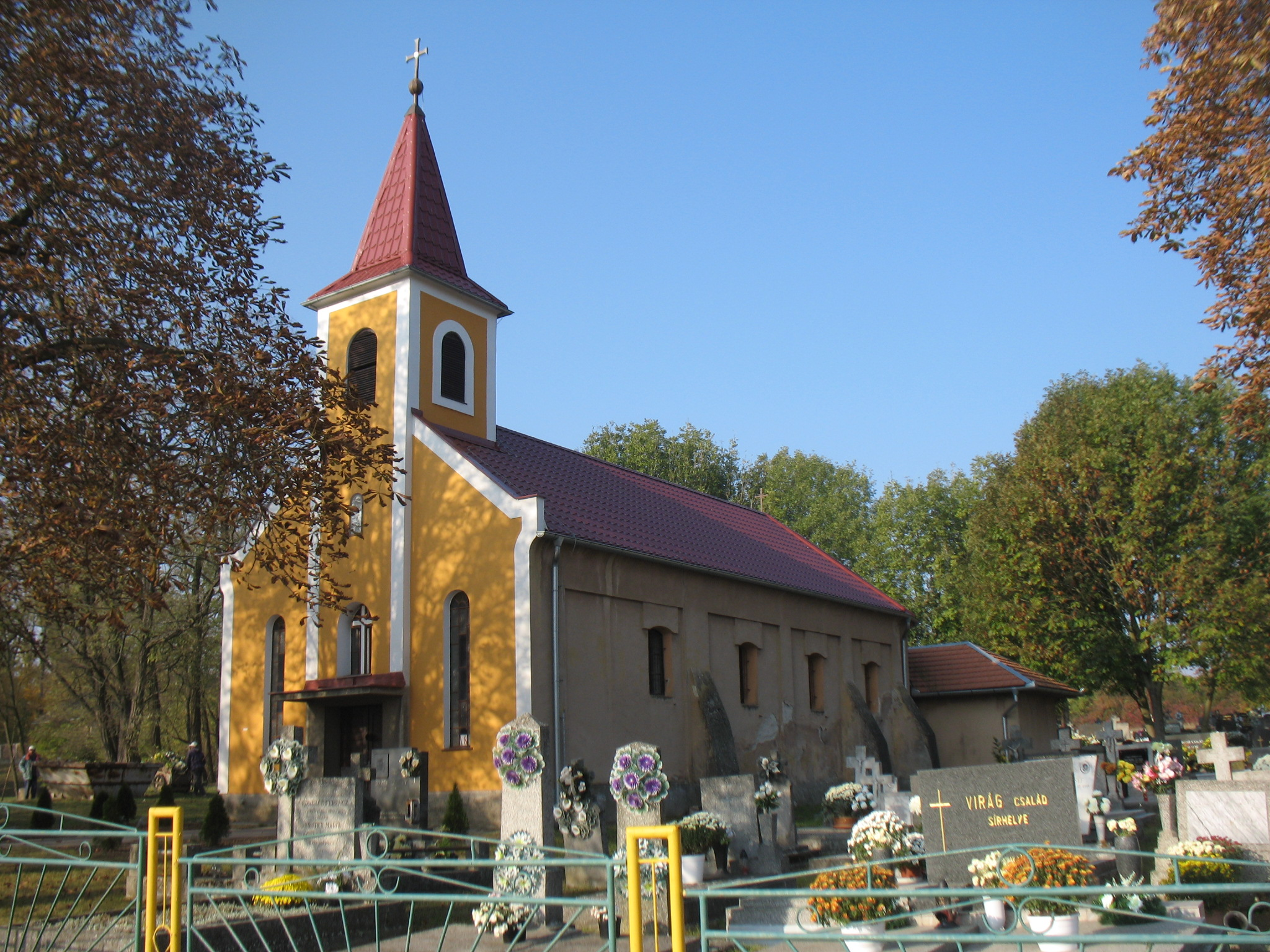
Römisch-katholische Kirche

Lok wurde zum ersten Mal 1286 als Luk schriftlich erwähnt. Ab dem Jahr 1388 gehörte das Dorf zum Herrschaftsgebiet der Burg Lewenz. 1601 standen in Lok 44 Häuser, 1720 gab es 26 Steuerpflichtige, davon zwei Handwerker. 1828 zählte man 89 Häuser und 589 Einwohner, die als Landwirte beschäftigt waren. 1904 fielen 104 Häuser einem Brand zum Opfer.
Bis 1919 gehörte der im Komitat Bars liegende Ort zum Königreich Ungarn und kam danach zur Tschechoslowakei beziehungsweise heute Slowakei. In der ersten tschechoslowakischen Republik arbeiteten die Einwohner als Feldarbeiter am Großgut Schöller. Von 1938 bis 1945 war Lok auf Grund des Ersten Wiener Schiedsspruchs noch einmal Teil Ungarns. 1947 fand hier ein Bevölkerungsaustausch im Rahmen des größeren tschechoslowakisch-ungarischen Bevölkerungsaustausches statt.

## Bevölkerung
| Jahr                | 1994 | 2004    | 2014    | 2024     |
| ------------------- | ---- | ------- | ------- | -------- |
| Anzahl der Personen | 1014 | 980     | 958     | 1072     |
| Unterschied         |      | −3,35 % | −2,24 % | +11,89 % |

| Jahr                | 2023 | 2024    |
| ------------------- | ---- | ------- |
| Anzahl der Personen | 1082 | 1072    |
| Unterschied         |      | −0,92 % |

Nach der Volkszählung 2011 wohnten in Lok 1022 Einwohner, davon 851 Slowaken, 131 Magyaren, sieben Roma, zwei Tschechen und ein Mährer. Drei Einwohner gaben eine andere Ethnie an und 27 Einwohner machten keine Angabe zur Ethnie.
640 Einwohner bekannten sich zur römisch-katholischen Kirche, 94 Einwohner zur Evangelischen Kirche A. B., 65 Einwohner zur reformierten Kirche, neun Einwohner zu den Zeugen Jehovas, fünf Einwohner zur griechisch-katholischen Kirche, jeweils drei Einwohner zur Bahai-Religion und zur evangelisch-methodistischen Kirche, zwei Einwohner zur orthodoxen Kirche und ein Einwohner zur tschechoslowakischen hussitischen Kirche; drei Einwohner bekannten sich zu einer anderen Konfession. 139 Einwohner waren konfessionslos und bei 58 Einwohnern wurde die Konfession nicht ermittelt.

## Bauwerke und Denkmäler
- reformierte Kirche aus dem Jahr 1783, der Turm wurde 1844 hinzugebaut
- römisch-katholische Kirche aus dem 18. Jahrhundert